# Часкомус (округ)
Округ Часкомус (ісп. Chascomús) — адміністративно-територіальна одиниця 2-ого рівня у провінції Буенос-Айрес в центральній Аргентині. Адміністративний центр округу — Часкомус (ісп. Chascomús).
Населення округу становить 42277 осіб (2010). Площа — 3452 кв. км.

## Історія
Округ заснований у 1808 році.

## Населення
У 2010 році населення становило 42277 осіб. З них чоловіків — 20707, жінок — 21570.

## Політика
Округ належить до 5-ого виборчого сектору провінції Буенос-Айрес.